# Движение вооружённых сил (Португалия)
Движение вооружённых сил (порт. Movimento das Forças Armadas, MFA) — военно-политическое движение в среде офицерского корпуса армии Португалии, подготовившее и осуществившее т. н. «Революцию гвоздик» 25 апреля 1974 года. Основано 9 сентября 1973 года в городе Эвора. До победы революции было известно под неофициальным названием «Движение капитанов». ДВС было одной из ведущих политических сил Португалии в период революционного процесса 1974—1975 годов. Официально прекратило существование после Ноябрьского кризиса 1975 года, когда 12 декабря 1975 года Революционный совет Португалии издал конституционный закон о реорганизации армии.

## Предыстория
Полувековая диктатура «корпоративного государства» в Португалии к началу 1970-х годов завела страну в политический и экономический тупик. Отсталые, на фоне других стран Западной Европы, экономика и общественная система, колониальная война в Африке вызвали в португальском обществе нарастающее недовольство.
В июле 1973 года правительство Марселу Каэтану издало декреты о «милисиануш» — подписанные военным министром Виана Ребелу декрет-закон № 353/73 от 13 июля 1973 года (порт. Decreto-Lei 353/73), объявленный им в Мафре 14 июля, и декрет-закон № 409/73 от 20 августа 1973 года (порт. Decreto-Lei 409/73) — о выпускниках университетов, призываемых на 2-3 года в армию. Система, существовавшая с начала 1960-х годов, была преобразована таким образом, что «милисиануш» попали в более привилегированное положение, чем кадровые офицеры. Теперь для того, чтобы получить звание капитана, выпускники военных училищ и даже военных академий должны были, как и раньше, прослужить в армии 10-12 лет, включая две-три т. н. «комиссии» — двухлетняя служба в одной из африканских колоний. «Милисиануш», в основном выходцы из португальской элиты, теперь получали звание капитана после окончания ускоренных полугодовых курсов. К званию они немедленно получали выплату за звание, выслугу лет и другие льготы. Этими декретами офицеры из низших слоев общества, пришедшие в армию после 1955 года и вынесшие все тяготы двенадцатилетней колониальной войны, лишались возможности продвижения по службе. Подобное унижение было воспринято боевыми офицерами среднего командного состава с возмущением. В армии, среди капитанов, лейтенантов и майоров, началось стихийное движение протеста. В 1973 году отказы от выполнения приказов были зарегистрированы в пяти пехотных полках, пяти артиллерийских частях, на четырёх базах ВВС и на шести кораблях военно-морского флота.

### Португальская армия в 1974 году
По официальным данным армия Португалии к моменту Революции гвоздик насчитывала 217 000 человек, из них 179 000 — сухопутные войска, в том числе — в Анголе 55 000, в Мозамбике — 60 000, в Португальской Гвинее — 27 000 человек. В состав сухопутных сил входили 21 пехотный полк, 18 артиллерийских полков, 2 бронетанковых (танки М-41 и М-47) и 4 кавалерийских (бронетанковых) полков. Португальские ВВС (18 500 военнослужащих, в том числе парашютный полк в 3 300 человек) имели в составе две эскадрильи лёгких бомбардировщиков, около 100 вертолётов и эскадрилью истребителей. Военно-морские силы (19 500 человек, включая 3 400 морских пехотинцев) были представлены четырьмя подводными лодками, 8 фрегатами и 6 корветами. «Движение капитанов» не затрагивало Национальную республиканскую гвардию, полицию и полувоенную вспомогательную полицию «Португальский легион».

## История

### Встреча в Эворе

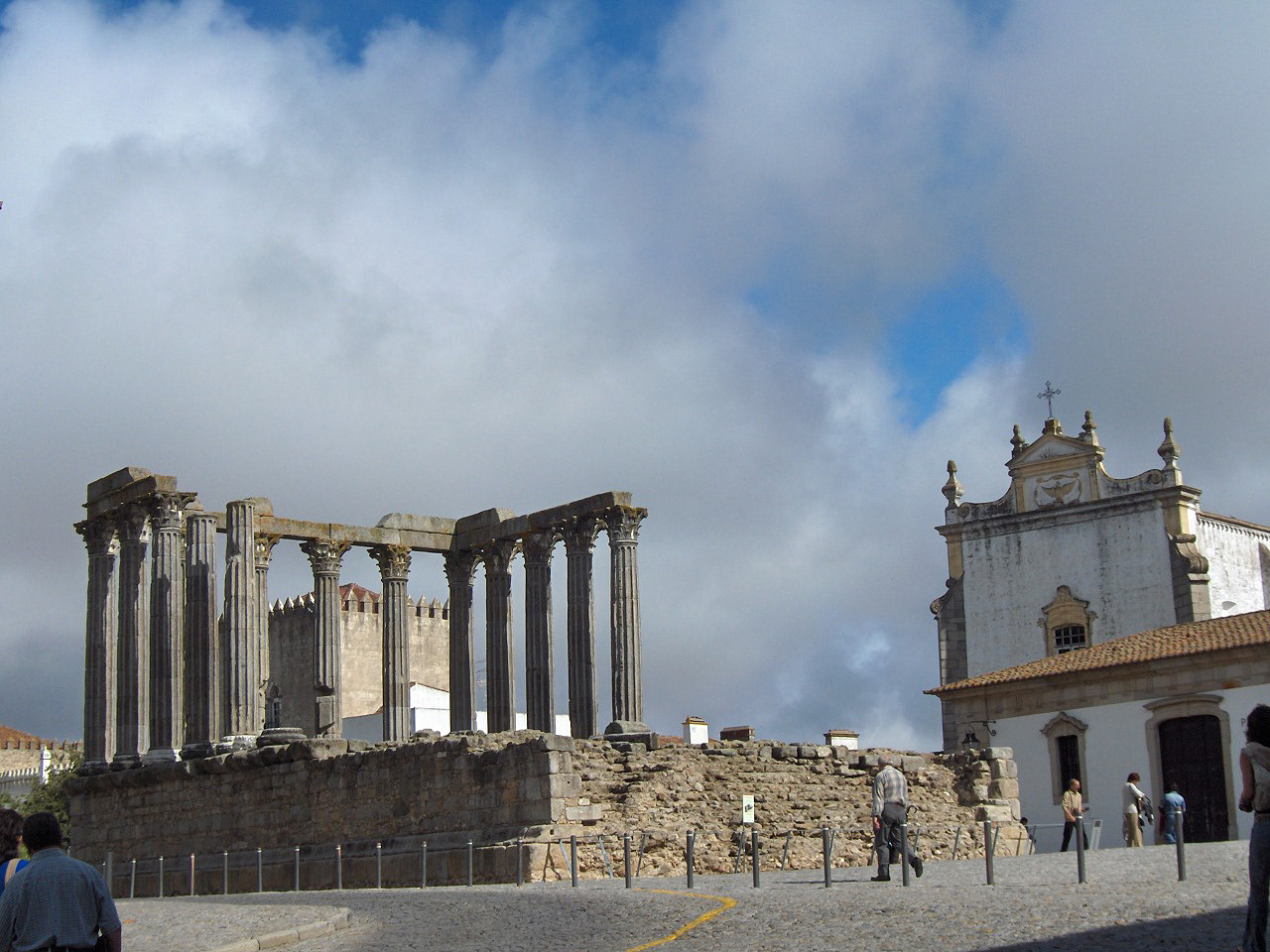
Руины храма Дианы в Эворе, изображение которых стало первым символом Движения.

9 сентября 1973 года группа недовольных декретами о «милисиануш» офицеров тайно собрались в окрестностях города Эвора (провинция Алентежу) на ферме, принадлежавшей одному из капитанов (один из инициаторов встречи, Витор Алвеш, позднее утверждал, что политическая полиция ДЖС была в курсе дела, однако не придала значения встрече военных). Всего на встрече присутствовало 130 офицеров (по другим данным — 20 офицеров) — в основной массе капитанов, три майора и несколько лейтенантов. Совещание шло до 20 часов и завершилось созданием нелегальной организации, получившей неофициальное название «Движение капитанов» (порт. Movimento dos Capitães).
На учредительной встрече в Эворе «Движение капитанов» не ставило перед собой политических задач: офицеры считали, что главное — решить проблему «милисиануш» и улучшить своё положение, а для этого достаточно добиться отставки министра обороны Алберту Виана Ребелу. Однако добиться этого не удалось: премьер-министр Каэтану разделил министерство обороны на два — военное министерство во главе с Морейру да Силва Кунья и министерство армии во главе с Андрадэ-э-Силвой. К концу 1973 года «движение капитанов» формулирует обширные политические цели. Во главе движения встала Центральная комиссия, в декабре отклонившая предложение возглавить Движение со стороны генерала Каулза ди Арриаги, который вместе с президентом адмиралом Америку Томашем и военным министром Луишем до Кунья составил план правого переворота. Центральная комиссия заявила — «Никаких правых переворотов». К удивлению правых заговорщиков оказалось, что активная часть офицерского корпуса Португалии, на которую режим опирался в колониальной войне, не ориентируется ни на господствующую идеологию, ни на консервативные правые взгляды.

### Курс на переворот
В январе 1974 года члены Движения после некоторых колебаний пришли к единому соглашению о необходимости полной ликвидации существующего режима. Центральная комиссия «Движения капитанов», на которую теперь была возложена задача изучения возможности государственного переворота, поручила полковнику Вашку Гонсалвишу, майорам Мелу Антунишу и Витору Алвишу разработать политическую программу движения, исходя из двух целей — демократизация и деколонизация. Капитану артиллерии Отелу Сарайва ди Карвалью была поставлена задача разработать военный план восстания.
В феврале Движение начало распространять в армии т. н. «Воззвание капитанов», которое вызвало раскол в офицерском корпусе и нашло поддержку у солдат и офицеров младшего и среднего звена, а также вызвало симпатии в авиации и на флоте. Вскоре каждый 10-й офицер португальской армии состоял в Движении. Правительство начало отправку неблагонадёжных капитанов в колонии и арестовало четырёх членов Центральной комиссии, но это не дало результатов. 18 марта, после конфликта в командовании армией и выступления гарнизона в Калдаш-да-Раинья, «Движение капитанов» распространило в армии свой манифест «Товарищи!», в котором излагало свои цели.
В апреле Центральная комиссия движения приняла решение о вооружённом выступлении 25 апреля 1974 года. Переворот, получивший позднее название «Революция гвоздик» или Апрельская революция в Португалии, не встретил сопротивления и увенчался падением режима Марселу Каэтану.

## У власти

### Двоевластие
26 апреля 1974 года «Движение капитанов» получило официальное название «Движение вооружённых сил» и организовало свою штаб-квартиру в казармах в Понтинья (окрестности Лиссабона). Центральная комиссия «Движения капитанов» была преобразована в Координационную комиссию ДВС. 27 апреля в состав комиссии вошли:
- 1) полковник Вашку Гонсалвиш (сухопутные силы),
- 2) майор Мелу Антуниш (сухопутные силы),
- 3) майор Витор Алвиш (сухопутные силы),
- 4) капитан-лейтенант Витор Крешпу (ВМС),
- 5) капитан-лейтенант Алмейда Контрерас (ВМС),
- 6) майор Перейра Пинто (ВВС)
- 7) капитан Кошта Мартинш (ВВС)[12].

В соответствии с программой Движения вся государственная, политическая и военная власть была передана Совету национального спасения во главе с генералом Антониу ди Спинолой. В СНС лидеры ДВС не вошли и первые месяцы после революции избегали публичности. Когда 15 мая 1974 года Спинола приносил присягу президента во дворце «Келуш», то «забыл» упомянуть о программе ДВС в своей речи, однако присутствовавшие на церемонии члены Координационной комиссии напомнили ему об этом. Программа ДВС была провозглашена программой Временного правительства. 12 июля 1974 года было создано Оперативное командование на континенте (КОПКОН) с функциями контроля и руководства оперативными действиями вооружённых сил и стоящее выше Генерального штаба армии. Во главе КОПКОН встал один из лидеров ДВС бригадный генерал Отелу Сарайва ди Карвалью. Получив контроль над армией ДВС начинает всё активнее вмешиваться в политику. Через несколько дней противоречия между СНС и ДВС привели к отставке правительства Аделину да Палма Карлуша и назначению на пост премьер-министра одного из лидеров ДВС полковника Вашку Гонсалвиша, который заявил, что в своей деятельности будет ориентироваться на программу ДВС, а не на президента.

### Течения внутри ДВС
Движение вооружённых сил было неоднородным и не имело единой идеологии. На протяжении всей своей недолгой истории оно не имело и определённого лидера, формального или неформального. Летом 1974 года в ДВС существовали 4 группировки:
- Сторонники генерала ди Спинолы. Придерживались правых взглядов, выступали против любых социалистических преобразований и разделяли политические планы Спинолы — президентская республика, избрание генерала ди Спинолы президентом с широкими полномочиями, постепенное прекращение войны в колониях и создание с ними федерации по образцу Французского союза.
- офицеры умеренные взглядов во главе с майором Витором Алвишем, близкие к европейским социал-демократам. Выступали за «социализм» близкий к скандинавский модели.
- офицеры левых взглядов, которых возглавляли премьер-министр полковник Васку Гонсалвиш и идеолог ДВС майор Мелу Антуниш. Не имели единого и чёткого взгляда на то, каким должен быть «португальский социализм». Выступали за скорейшую деколонизацию, национализацию ряда отраслей промышленности, аграрную реформу и привлечение широких масс населения к политическим процессам.
- офицеры леворадикальных взглядов во главе с майором (позже полковником и бригадным генералом) Отелу Сарайва ди Карвалью. Также не имели чёткой идеологической базы, опираясь на различные леворадикальные учения вплоть до маоизма. Во многом выступали союзниками левых, но считали их сторонниками «бюрократического социализма» советского образца[14].

### Политическая власть и курс на социализм
Во время Сентябрьского кризиса Движение вооружённых сил добилось отставки президента ди Спинолы и отстранило его сторонников от политической власти. Внутри движения усилились позиции левых. После реорганизации командования армией 28 октября 1974 года и создания «Совета двадцати», в который вошли члены Координационной комиссии ДВС, влияние движения ещё более усилилось. Теперь во главе армии фактически стояли Пленарная ассамблея (съезд) ДВС, Координационная комиссия ДВС и «Совет двадцати».
В феврале 1975 года в программу ДВС была внесена поправка, гласившая, что Португалия сделала «социалистический выбор». Неудачная попытка правого переворота 11 марта 1975 года привело к полному устранению группировки во главе с ди Спинолой и окончательно развязали руки правительству Васку Гонсалвиша. Теперь ДВС до момента передачи власти политическим партиям фактически являлось правящей политической силой.

### Определение роли ДВС в управлении страной
Собравшаяся в ночь с 11 на 12 марта 1975 года Ассамблея ДВС приняла решения, закреплённые в Декрете-законе № 5/75 от 14 марта. Декрет юридически узаконил Движение вооружённых сил, на которое возлагалась обязанность «гарантировать португальскому народу безопасность, веру и спокойствие, которые позволят ему с решительностью продолжать работу по национальному обновлению»..
9 апреля Революционный совет Португалии опубликовал «Совместную платформу», которая подтвердила руководящую роль ДВС в управлении страной на ближайшие 3-5 лет (то есть до 1978 или 1980 года). Пленарная ассамблея ДВС была поставлена над парламентом и правительством, выше неё оставались только Президент и Революционный совет. Именно она избирала (совместно с парламентом) и самого президента, а Революционный совет был подотчётен ассамблее. За ДВС также оставалось право назначать министров обороны, внутренних дел и экономики. Пленарная ассамблея ДВС, согласно платформе, должна была насчитывать 240 делегатов: 120 от сухопутных сил, 60 от авиации и 60 от флота. Гонсалвиш заявил — 
«Мы не можем позволить себе потерять в результате выборов то, чего мы достигли».
11 апреля шесть ведущих политических партий Португалии согласились с «Платформой» и подписали с ДВС соглашение о совместных действиях. Однако ДВС не планировало строить социализм, оставаясь у власти бесконечно. 25 апреля 1975 года с участием партий были проведены выборы в Учредительное собрание, которое должно было выработать новую Конституцию страны..

### Социалистические преобразования. Критика Гонсалвиша
Тем временем, пока Учредительное собрание готовилось собраться для составления новой Конституции, правительство Вашку Гонсалвиша, заручившись поддержкой Революционного совета Португалии, вело в стране социальные и экономические преобразования. Были национализированы вся банковская система, многие промышленные предприятия. На предприятиях был установлен «рабочий контроль». В сельских районах юга страны развернулась аграрная реформа в соответствии с декретом от 4 июля 1975 года, начались ликвидация латифундий и создание крестьянских кооперативов. Одновременно 5-й отдел Генерального штаба развернул по стране кампанию «культурной динамизации». 8 июля ассамблея ДВС одобрила подготовленный сторонниками ди Карвалью документ о введении в стране «прямой демократии» — «базовых народных организаций» на местах, в провинциях и Национальной народной ассамблеи вместо парламента.
Реформы правительства Гонсалвиша встретили решительное сопротивление политических партий во главе с Португальской социалистической партией и непонимание в армии. Социалисты во главе с Мариу Суаришем и Народно-демократическая партия вышли из правительства, по стране прокатилась волна антикоммунистических погромов и выступлений против Гонсалвиша и генерала ди Карвалью. 17 июля 1975 года правительство Гонсалвиша ушло в отставку.

### Вся власть у ДВС
Однако критика и отставка Гонсалвиша не привела к падению престижа ДВС. Напротив, 25 июля чрезвычайная ассамблея ДВС передала всю политическую власть Политической директории в составе трёх генералов — президента Кошта Гомиша, премьера Гонсалвиша и генерала ди Карвалью. Решением ДВС Революционный совет превращается в совещательный орган при директории. Кроме того ассамблея ДВС рассматривает вопрос о «революционной дисциплине» и призывает наказывать офицеров за участие в контрреволюционных выступлениях. Европейская и американская печать предполагает установление в Португалии левого «тоталитарного режима» и грядущую гражданскую войну, как в Испании 1936 года. Но 9 августа Гонсалвиш сформировал V Временное правительство Португалии, в которое впервые не вошли представители политических партий. Новое правительство с первых дней продолжило национализацию и начало новый этап аграрной реформы.

## Падение Движения вооружённых сил

### «Документ 9-ти» и уход Гонсалвиша
Переход власти к Директории и отстранение политических партий от управления страной оказались «пирровой победой» сторонников Гонсалвиша. В Движении вооружённых сил начались раскол и внутренняя борьба, которые привели к распаду движения.
8 августа 1975 года португальская печать распространила так называемый «Документ девяти», подписанный 25-ю офицерами, в том числе 9 членами Революционного совета. В этом письме на имя Президента Республики резко критиковались действия премьер-министра Гонсалвиша и решения ассамблеи ДВС. Через несколько дней появилось заявление группы офицеров КОПКОН, вслед за ним письмо группы офицеров ВМФ. Разгорелись дискуссии между различными течениями в ДВС.

Командующий КОПКОН Отелу Сарайва ди Карвалью занял обособленную позицию и начал переговоры с «умеренными» в ДВС. 27 августа десантники разогнали 5-й отдел Генерального штаба, прямо поддерживавший Гонсалвиша. 28 августа генерал ди Карвалью в открытом письме отказал Гонсалвишу в поддержке, и через два дня правительство было отправлено в отставку. Президент Кошта Гомиш назначил Гонсалвиша начальником Генерального штаба вместо самого себя, но и это решение было раскритиковано.

### Последняя ассамблея ДВС
5 сентября 1975 года на военной базе Танкуш была собрана Ассамблея Движения вооружённых сил. Ей предшествовали ассамблеи ВВС и сухопутных сил, но только ассамблея ВВС в Алфейте высказалась 3 сентября в поддержку Гонсалвиша. Более того, участники ассамблей, начальник главного штаба сухопутных сил генерал Карлуш Фабиан и начальник главного штаба ВВС генерал Мораиш да Силва были резко против назначения Гонсалвиша начальником Генерального штаба. Не найдя поддержки, бывший премьер-министр подал в отставку со всех постов, Революционный совет был реорганизован, последних немногочисленных сторонников Гонсалвиша отстранили от власти. После этого деятельность высших органов ДВС не возобновлялась.

### Последняя осень. Ситуация в армии
15 сентября французская газета «Ле Монд» опубликовала интервью лидера португальских социалистов Мариу Соареша, в которой он так обрисовал ситуацию в стране и вооруженных силах: 
Никто „официально“ не осмеливается пока что объявить себя в Португалии консерватором. Но на самом деле значительная часть офицерства не перестает мечтать все эти долгие месяцы о возвращении к старым временам порядка и дисциплины. Вооруженные силы всегда оставались в глубине души консерваторами….
 Через неделю другое французское издание «Нувель обсерватёр» опубликовало интервью идеолога ДВС майора Мелу Антуниша — 
Первое, что нам необходимо сделать, — это вновь взять в свои руки воинские части… Нынешняя анархия в армии — в некоторой степени результат наших ошибок. Чтобы построить демократию… надо уметь её соблюдать, то есть использовать армию в качестве десницы правосудия. Армия должна стать инструментом действия, а не политической лабораторией. Сегодня мы должны исправить ошибку. Мы достигнем своей цели, изменив армейские структуры и переместив некоторых командиров…».
 Начался процесс возвращения армии в казармы и консолидации консервативных сил. Двумя центрами влияния расколовшегося ДВС стали Оперативное командование на континенте (КОПКОН) во главе с левым генералом Отелу Сарайва ди Карвалью и Оперативный штаб в Амадоре во главе с подполковником Антониу Рамалью Эанишем.

## «Исчезновение» Движения вооружённых сил
Недолгое противостояние двух группировок в армии было разрешено во время Ноябрьского кризиса 25—26 ноября 1975 года, во время которого левое крыло ДВС потерпело поражение, а его лидеры потеряли свои посты. Руководящие органы Движения вооружённых сил не принимали никакого участия в событиях.
12 декабря 1975 года Революционный совет Португалии принял конституционный закон о реорганизации вооружённых сил, в котором Движение вооружённых сил просто не упоминалось. Согласно закону, отныне вооружённые силы 
«не могут использовать своё оружие для того, чтобы оказать влияние на выбор страной политического пути развития».
При этом Конституция 1976 года сохранила упоминания о Движении вооружённых сил. В преамбуле к Конституции была отмечена роль ДВС в создании новой республики, а п. 2 ст. 3 (Суверенитет и законность) объявлял Движение гарантом демократических завоеваний и революционного процесса. Статья 10 (Революционный процесс) п. 2 утверждала, что ДВС вместе с демократическими партиями призвано обеспечивать мирное развитие революционного процесса. Статья 273 п.2 провозглашала армию частью народа, которая, руководствуясь духом программы Движения вооружённых сил, также стоит на защите революционного процесса. Эти упоминания о Движении вооружённых сил были устранены из текста Конституции после принятия поправок к ней в 1982 году.

## Программа ДВС
Программа Движения вооружённых сил
- констатируя, что после тринадцати лет войны в заморских территориях существующая политическая система, не смогла выработать конкретную и объективную заморскую политику, ведущую к миру между португальцами всех рас и убеждений.
- считая, что выработка такой необходимой политики возможна только при условии изменения режима и институтов власти с целью превращения их демократическим путём в институты, бесспорно представляющие португальский народ,
- считая, что замена существующей политической системы должна осуществляться без внутренних потрясений, которые поставили бы под вопрос мир, прогресс и благополучие Нации,
- Движение португальских вооружённых сил, будучи глубоко убеждённым в том, что оно выражает чаяния и интересы подавляющего большинства португальского народа и что его действия с использованием силы, доверенной ему Нацией в лице её солдат, полностью оправданы во имя спасения Родины, провозглашает и обязуется гарантировать проведение в жизнь следующих мер, рассматриваемых им как необходимые для разрешения глубокого кризиса, который переживает Португалия.

А. Меры немедленные
- 1. Политическая власть будет осуществляться Советом национального спасения до сформирования в ближайшее время временного гражданского правительства: глава этого правительства и его заместитель будут назначены Советом.
- 2 Совет национального спасения декретирует:
  - а) немедленное освобождение от должности президента республики и роспуск нынешнего правительства; роспуск Национального собрания и Государственного совета; одновременно с этим будет официально объявлено о созыве в течение двенадцати месяцев Учредительного собрания, избранного всеобщим, прямым и тайным голосованием, согласно избирательному закону, который будет разработан Временным правительством;
  - б) отстранение от должности всех гражданских губернаторов на континенте, губернаторов автономных районов на прилегающих островах и генерал-губернаторов заморских провинций, так же как немедленный роспуск партии национального народного действия; обязанности генерал-губернаторов заморских провинций немедленно передаются соответствующим генеральным секретарям, облеченным правительственными функциями, до момента назначения Временным правительством новых губернаторов;

Решение текущих вопросов управления на местах будет доверено соответствующим законным представителем до назначения Временным правительством новых губернаторов;
-   - в) немедленный роспуск Генерального департамента безопасности (ДЖС), Португальского легиона и политических организаций молодёжи. В заморских провинциях ДЖС должен быть очищен, реорганизован в военную полицейскую службу информации и сохранён до тех пор, пока этого потребуют военные операции;
  - г) немедленную передачу в руки вооружённых сил лиц, виновных в преступлениях против установленного политического порядка в период нахождения у власти Совета национального спасения, с целью проведения расследования и суда;
  - д) необходимые меры с целью строгого контроля над всеми экономическими и финансовыми операциями с зарубежными странами;
  - е) немедленное освобождение всех политических заключённых, за исключением тех, кто признан виновным в уголовных преступлениях, которые будут подлежать соответствующей юрисдикции, и восстановлении в должности, если они того пожелают, государственных чиновников, уволенных по политическим мотивам;
  - ж) отмену цензуры и предварительного просмотра прессы;

С целью обеспечить сохранение военной тайны и избежать волнений, которые могли бы быть спровоцированы в обществе в результате идеологической агрессии наиболее реакционных кругов, будет создана комиссия переходного характера «ad hoc» для контроля за печатью, радио, телевидением, театром и кино, подчиняющаяся непосредственно Совету национального спасения; она будет осуществлять свои функции до принятия новых законов о печати, радио, телевидение, театре и кино Временным правительством;
-   - з) меры по реорганизации и чистке военизированных сил (национальная республиканская гвардия, полиция общественной безопасности, таможенная полиция и т. п.);
  - и) до тех пор, пока не будет создана специальная служба, контроль над государственными границами будет осуществляться вооружёнными и военизированными силами;
  - к) меры для эффективной борьбы с коррупцией и спекуляцией.

Б. Меры ближайшие
- 1. В срок не более трех недель после завоевания власти Совет национального спасения назначит из числа своих членов того, кто будет осуществлять функции президента Португальской Республики: он будет иметь полномочия, аналогичные тем, которые предусмотрены в ныне действующей конституции;
  - а) Другие члены Совета национального спасения должны будут принять на себя функции начальника и заместителей начальника Генерального штаба вооружённых сил, начальников главных штабов сухопутных сил, ВМС и ВВС и войдут в состав Государственного совета.

- 2. Приступив к своим обязанностям, президент республики назначит временное гражданское правительство, в которое войдут представители различных политических групп и течений, а также независимые деятели, согласные с данной программой.
- 3. В течение всего чрезвычайного периода деятельности Временного правительства, определяемой исторической необходимостью политического преобразования общества, совет национального спасения будут сохранён с целью защиты провозглашённых в этой программе целей;
  - а) чрезвычайный период закончится тогда, когда в соответствии с новой Конституцией государства будут избраны президент республики и Законодательное собрание.

- 4. Временное правительство будет осуществлять государственное управление посредством издания декретов-законов, которые должны обязательно соответствовать духу данной программы.
- 5. Учитывая, что основополагающие реформы могут быть проведены только по решению будущего Законодательного собрания, Временное правительство обязано немедленно:
  - а) принять меры, гарантирующие функционирование правительства, а также рассмотреть и провести в жизнь меры экономического, социального и культурного характера, которые гарантируют в будущем эффективное осуществление политических свобод граждан;
  - б) обеспечить свободу собраний и ассоциаций; исходя из этого принципа, допускается образование «политических ассоциаций» как возможных зародышей будущих политических партий и гарантируется свобода профсоюзной деятельности в соответствии со специальным законодательством;
  - в) обеспечить свободу слова и мнений в любой форме;
  - г) издать новый закон о печати, радио, телевидении, театре и кино;
  - д) принять меры и постановления с целью обеспечить в короткий срок независимость судебной власти и уважение к ней;
    - 1) прекратить деятельность «специальных трибуналов» и восстановить обычный уголовный процесс;
    - 2) преступления, совершённые против государства при новом режиме, будут рассматриваться судьями в обычном порядке с обеспечением подсудимым всех юридических гарантий. Следствие будет проводиться судебной полицией.

- 6. Временное правительство должно заложить основы:
  - а) новой экономической политики, поставленной на службу португальскому народу, особенно его наиболее обездоленным слоям, с первоочередной заботой о борьбе с инфляцией и ростом дороговизны, что неотвратимо потребует проведения антимонопольной политики;
  - б) новой социальной политики, которая во всех областях будет иметь преимущественной целью защиту интересов трудящихся классов и постепенное, но ускоренное улучшение жизни всего народа.

- 7. Временное правительство во внешней политике будет руководствоваться принципами независимости и равенства государств, невмешательства во внутренние дела других стран и защиты мира, расширения и умножения международных связей на основе дружбы и сотрудничества.

Временное правительство обеспечит соблюдение существующих международных обязательств.
- 8. Принимая во внимание, что политика в отношении заморских территорий будет определена народом, Временное правительство будет руководствоваться следующим:
  - а) признанием того, что проблема колониальных войн может быть решена только политическим, а не военным путём;
  - б) созданием условий для открытого и откровенного обсуждения проблемы заморских территорий на национальном уровне;
  - в) проведение в отношении заморских территорий политики, ведущей к миру.

В. Конечные цели
- 1. Как только будут избраны Законодательное собрание и новый президент республики, Совет национального спасения будет распущен, а деятельность вооружённых сил ограничена их специфической функцией защиты национального суверенитета;
- 2. Движение вооружённых сил, будучи убеждённым, что провозглашённые меры, предложенные им стране, являются компромиссными и что их безотлагательного проведения требуют высшие интересы Нации, горячо призывает всех португальцев к искреннему, сознательному и решительному участию в жизни общества и просит их обеспечить своим трудом и мирными взаимоотношениями, независимо от их социального положения, необходимые условия для проведения в кратчайшие сроки политики, ведущей к решению важнейших национальных проблем, к гармонии, прогрессу, социальной справедливости, необходимой для оздоровления нашего общества и занятия Португалией достойного места в сообществе наций.
- Programa do Movimento das Forças Armadas. — In: Textos Históricos da Revolução. Lisboa, Diabril Editora, Junho 1975, p. 41 — 46.
- Русский перевод дан по: Суханов В. И. «Революция гвоздик» в Португалии: Страницы истории /М. «Мысль», 1983 — С.226.-229.